# С. Мохиндер
Мохиндер Сингх Сарна, более известный как С. Мохиндер (англ. S. Mohinder; 8 сентября 1925, Силанвали, Британская Индия — 6 сентября 2020, Мумбаи) — индийский кинокомпозитор. Был одним из успешных кинокомпозиторов 1950-х и 1960-х годов. Он написал музыку к примерно 50 фильмам на хинди и 20 — на панджаби. Лауреат Национальной кинопремии за лучшую музыку 1969 года.

## Биография
Родился в городе Силланвали провинции Педжаб (ныне Пакистан). Его отец, Суджан Сингх Бакши, был младшим инспектором полиции. Поскольку отца постоянно переводили в разные города, это сказывалось на учёбе Мохиндера. Он провёл несколько лет в Лайяллпуре, где учился музыке у Сант Суджан Сингха. Позже его обучали Саманд Сингх и Баде Гулам Али Хан. Во время своего пребывания в Бенаресе он учился у Пандита Лакшми Прашада.
Он работал певцом на Всеиндийском радио в Лахоре, когда в 1947 году произошёл раздел Индии и начались беспорядки. В тот день Мохиндер собирался вернуться к семье в Лайяллпур и ждал поезд на вокзале. Но рейс был отменён и работник вокзала, посоветовал ему сесть на поезд в Бомбей, чтобы спастись.
Приехав в Бомбей он остановился в гурдваре в Дадаре, где устроился исполнять гурбани за 10 рупий в неделю.
В поисках другой работы он обратился к актрисе Сурайе, с которой познакомился на радиостанции Лахора.
Имея музыкальное образование стал сочинять музыку для кино.
Его первым опытом в качестве кинокомпозитора был фильм Geet Aur Ansoo (1948), который так и не был выпущен. Вместо этого дебютным фильмом в его фильмографии стал Sehra (1948). С. Мохиндер сочинил для фильма десять песен, которые исполнили продюсеры и исполнители главных ролей Нирмала Деви и Арун Кумар. В 1949 году Мохиндер написал музыку для фильма Jeevan Saathi.
Сурайя порекомендовала его режиссёру-продюсеру Чандулалу Шаху из Ranjit Movietone для работы в фильме Nili (1950).
Фильм провалился в прокате, но песни стали популярными.
В то же году Мохиндер принял участие в создании крупного проекта Shadi Ki Raat под баннером Prakash Picture. Первым композитором фильма был Пандит Говинд Рам. После того, как он ушёл из фильма, Мохиндер завершил работу.
Все три написанные им композиции стали очень популярными: «Pooch Rahe The Yaar», «Shahar Anokha» и «Hum Dil Ki Kahani Kya Kahte». Затем Ш. Мукерджи попросил композитора завершить музыку к фильму Shrimati Ji (1952) студии Filmistan. Мохиндер написал три песни, но в фильме использовалась только одна — «Do Naina Tumhare Pyare Pyare Gagan Ke Taare», которая мгновенно стала хитом. После этого Мукерджи попросил его сочинить музыку для своего следующего фильма Anarkali. Было написано две песни, которые в конечном итоге были отвергнуты Мукерджи.
Однако они понравились Раджу Капуру и он попросил использовать их в своём новом фильме Paapi (1953).
По слухам, некоторое время спустя Мукерджи спросил композитора об отвергнутой им песне, и тот ответил, что использовал их в другом фильме. Мукерджи был разозлился и сказал, что отныне двери студии останутся для Мохиндера закрытыми. Однако через пару лет они сняли пять совместных фильмов.
Композитор находился в доверительных отношениях с отцом Мадхубалы и сочинил музыку для их семейных проектов Naata (1955) и Mahlon Ke Khwaab (1960). В 1956 году Мохиндер работал с поэтом Танвиром Накви в фильме Shirin Farhad. Для этого фильма композитор написал свою культовую песню «Guzra Hua Zamana». Он также сочинил музыку в арабском стиле для фильма Karwan того же года. В 1961 году последний раз сотрудничал со студией Filmstan в фильме Ek Ladki Saat Ladke.
В 1960-х годах Мохиндер работал над тремя приключенческими фильмами: Banke Sanwariya (1962), Zaraak Khan (1963) и Captain Sheroo (1963).
Среди других его известных работ — Mehlon Ke Khwaab (1960), в котором было несколько ярких треков, исполненных Кишором Кумаром, Reporter Raju (1962), дебютный фильм Фероза Хана, и Picnic (1966).
Поняв, что всё больше работает в фильмах категории B, он перешёл в кинематограф на языке панджаби.
Его пенджабский фильм Nanak Nam Jahaz Hai принёс ему Национальную кинопремию за лучшую музыку, несмотря на жесткую конкуренцию со стороны фильма «Преданность».
Яркая музыка и религиозная тематика придали фильму статус культового.
В 1970-х годах Мохиндер сменил род деятельности с композитора на музыкального продюсера. После успеха Nanak Nam Jahaz Hai он спродюсировал ещё несколько пенджабских фильмов, таких как Man Jeete Jag Jeet (1973) и Dukh Bhanjan Tera Naam (1974).
А его фильм Teri Meri Ik Jindri (1975) стал суперхитом. В 1981 году вышел его последний фильм — Dahej на хинди, в котором была музыкальная дань уважения Санджаю Ганди.
Мохиндер стал терять интерес к музыке в 1970-х годах.
В 1982 году он со всей семьей эмигрировал в США
и вернулся жить в Мумбаи только в 2013 году.
Композитор скончался от сердечного приступа в своём доме в Мумбаи 6 сентября 2020 года, не дожив два дня до 95-летия.